# Кашкалашинский сельсовет
Кашкалашинский сельсовет — муниципальное образование в Благоварском районе Башкортостана.

## История
Согласно «Закону о границах, статусе и административных центрах муниципальных образований в Республике Башкортостан» имеет статус сельского поселения.

## Население
| 2002  | 2009  | 2010  | 2012  | 2013  | 2014  | 2015  |
| ----- | ----- | ----- | ----- | ----- | ----- | ----- |
| 590   | ↗1173 | ↗1176 | ↘1150 | ↘1139 | ↘1114 | ↘1106 |
| 2016  | 2017  |       |       |       |       |       |
| ↗1107 | ↘1101 |       |       |       |       |       |

## Состав сельского поселения
| № | Населённый пункт | Тип населённого пункта       | Население |
| - | ---------------- | ---------------------------- | --------- |
| 1 | Кашкалаши        | село, административный центр | ↗611      |
| 2 | Восточный        | деревня                      | ↘297      |
| 3 | Западный         | деревня                      | ↗256      |
| 4 | Табулдак         | деревня                      | ↗12       |